# Leptophatnus madagascariensis
Leptophatnus madagascariensis là một loài tò vò trong họ Ichneumonidae.